# Monchique (freguesia)
A Freguesia de Monchique, com sede na vila de Monchique, é uma freguesia portuguesa do Município de Monchique com 153,17 km² de área e 4373 habitantes (censo de 2021), tendo, por isso, uma densidade populacional de 28,5 hab./km², o que lhe permite ser classificada como uma Área de Baixa Densidade (portaria 1467-A/2001).

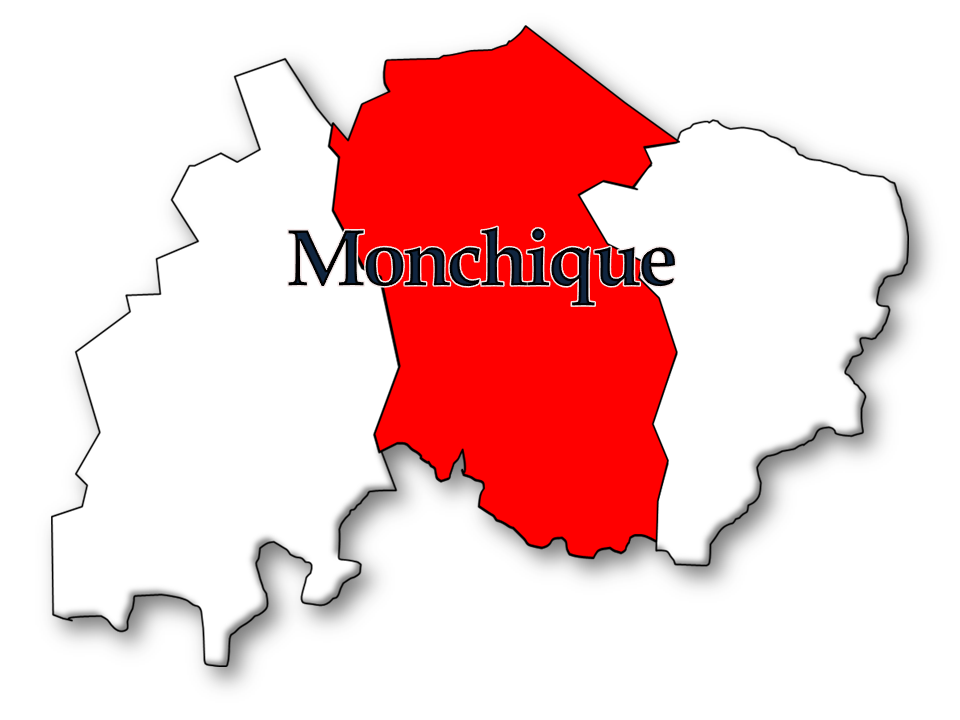
Localização da Freguesia de Monchique no Município de Monchique

## Demografia
A população registada nos censos foi:
| Distribuição da População por Grupos Etários | Distribuição da População por Grupos Etários | Distribuição da População por Grupos Etários | Distribuição da População por Grupos Etários | Distribuição da População por Grupos Etários |
| -------------------------------------------- | -------------------------------------------- | -------------------------------------------- | -------------------------------------------- | -------------------------------------------- |
| Ano                                          | 0-14 Anos                                    | 15-24 Anos                                   | 25-64 Anos                                   | > 65 Anos                                    |
| 2001                                         | 624                                          | 592                                          | 2741                                         | 1418                                         |
| 2011                                         | 503                                          | 407                                          | 2459                                         | 1448                                         |
| 2021                                         | 461                                          | 346                                          | 2161                                         | 1405                                         |

## Património
- Convento de Nossa Senhora do Desterro
- Pelourinho de Monchique
- Igreja Matriz de Monchique ou Igreja de Nossa Senhora da Conceição
- Caldas de Monchique